# 卫乃雅
卫乃雅（Noah Thomas Williams，1877年—1955年），英国人，清末在中国担任教师。

## 生平
1877年8月29日，生于威尔士斯旺西山谷（Swansea Valley）的库姆金维希（Cwmllynfell），是家中幼子。
先后在加迪夫大学学院（Cardiff University College）、伦敦皇家科学院（Royal College of Science,London）就读，获威尔士大学（University of Wales）理学士（B.Sc.）学位。在加迪夫大学（Cardiff Univertity）取得采矿与冶金文凭（Diploma in Mining and Metallurgy）。拥有注册煤矿管理人资格（Certified Colliery Manager）。
1906年，与Gwennie Isabella结婚。
1906年至1911年，任教于山西大学堂，讲授采矿工程。
1913年，出任曼彻斯特维多利亚大学地理学讲师。之后出任曼彻斯特维多利亚大学采矿学教授。
1955年2月12日在曼彻斯特逝世。

## 后人
卫乃雅有二女一子。其嫡孙安德鲁·威廉姆斯（Andrew Christopher Williams）是英国Collabrium资本公司总裁，与山西大学保有联系。